# Філософія в Азербайджані
Філософія в Азербайджані (азерб. Azərbaycan fəlsəfəsi або азерб. Azərbaycanda fəlsəfə) — суспільно-політична думка азербайджанського народу і сукупність філософської спадщини азербайджанських мислителів.

## Історія

### Новий час
Після окупації Азербайджану московитами з'явилася ідеологія просвітництва, націлена на вестернізацію країни (Мірза Фаталі Ахундов, Джаліл Мамедкулізаде). Просвітителі критикували відсталість країни і релігійне мракобісся. В цей час також почали поширилися ідеї пантюркізму (Мусават). 
Після завоювання країни Червоною Армією в Азербайджані були засновані кафедри діалектичного та історичного матеріалізму, на яких велося вивчення і викладання марксизму. У цей час відбулася інституалізація філософії під егідою Академії наук, здійснювалися переклади західної філософії на азербайджанську мову, вивчення і систематизація азербайджанської думки.
На заході СРСР в Азербайджані отримала популярність ідеологія пантюркізму, яка змагається з ідеологією паніранізму. До азербайджанської філософії може бути віднесений російський мислитель Гейдар Джемаль.
Величезний внесок у систематизацію та вивчення азербайджанської філософії зробив Закір Мамедов.